# بنجامين هاولاند
بنجامين هاولاند هو سياسي أمريكي، ولد في 27 يوليو 1755 في تيفرتون في الولايات المتحدة، وتوفي بنفس المكان في 1 مايو 1821. نشط حزبياً في الحزب الجمهوري الديمقراطي.

## مناصب
- انتخب عضو مجلس الشيوخ الأمريكي [الإنجليزية]‏ عن دائرة Rhode Island Class 1 senate seat ‏ وقد انضم خلال فترته النيابية [الإنجليزية]‏ (4 مارس 1807 – 4 مارس 1809) للكتلة البرلمانية الحزب الجمهوري الديمقراطي.
- انتخب عضو مجلس الشيوخ الأمريكي [الإنجليزية]‏ عن دائرة Rhode Island Class 1 senate seat ‏ وقد انضم خلال فترته النيابية [الإنجليزية]‏ (4 مارس 1805 – 4 مارس 1807) للكتلة البرلمانية الحزب الجمهوري الديمقراطي.
- انتخب عضو مجلس الشيوخ الأمريكي [الإنجليزية]‏ عن دائرة Rhode Island Class 1 senate seat ‏ وقد انضم خلال فترته النيابية [الإنجليزية]‏ (29 أكتوبر 1804 – 4 مارس 1805) للكتلة البرلمانية الحزب الجمهوري الديمقراطي.
- انتخب عضو مجلس الشيوخ الأمريكي [الإنجليزية]‏.